# Rhenium(III)-chlorid
Rhenium(III)-chlorid ist eine anorganische chemische Verbindung des Rheniums aus der Gruppe der Chloride. Es wurde 1932 von Wilhelm Biltz, Wilhelm Geilmann und Friedrich Wilhelm Wrigge entdeckt.

## Gewinnung und Darstellung
Rhenium(III)-chlorid kann durch thermische Zersetzung von Rhenium(V)-chlorid gewonnen werden.
{\displaystyle {\ce {3ReCl5 -> Re3Cl9 + 3Cl2 ^}}}
Es kann weiterhin durch Umsetzung von Rhenium(V)-chlorid mit Zinn(II)-chlorid bei 250 °C hergestellt werden. Es entsteht mit hoher Ausbeute durch Reaktion von Re2(CH3CO2)4Cl2 mit trockenem Chlorwasserstoff bei 340 °C.

## Eigenschaften
Rhenium(III)-chlorid ist ein dunkelroter Feststoff. Er liegt in Form von dreikernigen diamagnetischen Re3Cl9 Clustern vor, in dem zwei Doppelbindungen zwischen zwei Rhenium(III)-Ionen vorliegen. An normal feuchter Luft einige Zeit beständig, in Wasser (Lösung anfänglich rot) und Basen erfolgt Hydrolyse. Es ist unter Bildung tiefroter Lösungen unzersetzt löslich in Aceton, Methanol und Ethanol, konzentrierter Salzsäure, Eisessig, Dimethylsulfon und Sulfolan (Tetrahydrothiophensulfon). In Salzsäure ist es löslich unter Bildung von [Re3Cl12]3− und ähnlichen Formen. Es reagiert mit Sauerstoff bei 400 °C zu Rheniumoxidchloriden, wird von Wasserstoff bei 250–300 °C zum Metall reduziert und zerfällt bei Temperaturen über 360 °C in Rhenium und Chlor. Der grüne Dampf enthält überwiegend Re3Cl9-Moleküle. Im festen Zustand besitzt es eine trigonale Kristallstruktur mit der Raumgruppe R3m (Raumgruppen-Nr. 160) und a = 1033 pm und c = 2036 pm. Die Kristallstruktur besteht aus Re3Cl9-Baueinheiten, die über je zwei Chlor-Brücken mit drei anderen Re3Cl9-Gruppen verknüpft sind.